# أوريا أسانتي
أوريا أسانتي (بالإنجليزية: Uriah Asante) هو لاعب كرة قدم غاني في مركز الوسط، ولد في 6 مارس 1992 في أكرا في غانا، وتوفي بنفس المكان في 13 يونيو 2016. لعب مع هارتس أوف أوك.

## وصلات خارجية
- أوريا أسانتي على موقع قاعدة بيانات كرة القدم.إي يو (الإنجليزية)
- أوريا أسانتي على موقع Soccerway.com (الإنجليزية)